# Urbán Eszter (játékvezető)
Urbán Eszter (Gyöngyös, 1984. szeptember 3. –)  magyar nemzetközi női labdarúgó-játékvezető.

## Pályafutása
Játékvezetői vizsgáját követően Heves megyei bajnokságokban vezetett mérkőzéseket. A fizikai tesztek megbízható teljesítései után az országos játékvezetők tagja lett. Országos női játékvezetőként 2007-ben a "Talent Mentor" program részeként, szakmai fejlődése érdekében vezethette a Kaposvölgye VSC–Budaörsi SC (2:1) NB II-es bajnoki mérkőzést.  A tehetséges női játékvezető több mérkőzésen, ligabajnoki meccsen, megyei első és másodosztályú férfi bajnokikon is helyt állt. A kispályás labdarúgásban, a futsal játékban is aktív szerepet vállal.
A Magyar Labdarúgó-szövetség (MLSZ) Játékvezető Bizottságának (JB) felterjesztésére 2010 januárjában lett nemzetközi játékvezető, a Nemzetközi Labdarúgó-szövetség (FIFA) biróinak tagja. A gyöngyösi játékvezető ezzel Gaál Gyöngyi és Kulcsár Katalin nyomdokaiban lépett.

### Elismerései
- Csiba János díj 2006
- a Gyöngyös Városi Sportfórum díja 2009
- az Év játékvezetője Heves megyében 2009

## Családja
Párja Farkas Ádám NB I-es és FIFA játékvezető. Gyermekeik: Farkas Luca (2015), Farkas Lara (2019).